# Cribroconcha
Cribroconcha — викопний рід прісноводних ракоподібних класу черепашкових (Ostracoda), що існував в палеозої (девон-перм). Знахідки відомі з Канади, США, Росії, Китаї та Австралії.

## Види
- Cribroconcha honggulelengensis Song, Huang & Qie, 2023 — Китай;
- Cribroconcha ludbrookae Fleming 1985 — Австралія;
- Cribroconcha scrobiculata Khivintseva 1969 — Росія.